# 実現値 (確率論)
確率論や統計学において、確率変数の実現値（じつげんち、英: Realization）あるいは観測値（かんそくち、英: observation, observed value）とは、 実際の試行の結果として観察された値のことである。 例えば X がコイントスの結果を示す確率変数であったとし、実際のコイントスの結果が「表」だったとする。このとき X の実現値は「表」である。
慣例的に、混乱を避けるために、確率変数を大文字（例えば X）で表し、その実現値は対応する小文字（例えば x）で表すことがある。但し、ノーテーションのルールが異なる文献もある。例えば Dieter Rasch らによって書かれたある本では、確率変数を太文字で、その実現値を細文字で書いている。
より正式な確率論では、確率変数 X は、標本空間から状態空間と呼ばれる可測空間への写像である。X が標本空間 Ω 上で定義されていて、ω は Ω の元であるとき、「ω における確率変数 X の値」即ち X(ω) は、確率変数 X の実現値と言われる。